# 毛缘圈螺
毛缘圈螺（学名：Plectopylis fimbriosa）为瞳孔蜗牛科圈螺属的动物，是中国的特有物种。分布于江西、湖北、长江流域一带等地，生活环境为陆地，一般栖息于潮湿多腐殖质的灌木草丛中、落叶石块腐木下以及墙角边。